# Krogen (borg)
 For alternative betydninger, se Krogen. (Se også artikler, som begynder med Krogen)
Krogen, eller Ørekrog, var en borg bygget omkring 1420 på den yderste kystbanke nord for fisker- og færgebyen Helsingør, der hvor det nuværende Kronborg ligger.
Det var Erik af Pommern, der beordrede Krogen bygget som værn mod rigets fjender. Krogen erstattede Gurre Slot som regionalt forsvarsværk og kongebolig, og delvist også Flynderborg, der var indrettet på et bakkedrag syd for byen, og mest brugtes som tilflugtsborg.
Med Krogen placeret med sine kanoner på Helsingør-siden, og det modsvarende borganlæg Kernen i Helsingborg, kunne indsejlingen gennem Øresund kontrolleres, hvorved det var muligt at indføre en sundtold på de skibe, der passerede. 
Krogen var efter datidens målestok en stor fæstning. Grundmålene svarer nøjagtigt til Kronborg, idet dette nyere slot er bygget direkte ovenpå og udenpå de gamle bygninger. Det gamle Krogen er synligt mange steder i det nuværende Kronborg, blandt andet den østlige del af nordfløjen, hvor Erik af Pommerns Kammer ligger. Der er store dele af murværket og tømmerkonstruktionerne, ja endda en af de store træsøjler, helt tilbage fra Krogens tid.
Krogen, der oprindeligt bestod af en firkantet ringmur med nogle få bygninger indenfor, blev jævnligt udvidet med flere bygninger, og da de mange tilbygninger efterhånden gav et rodet udseende, besluttede Frederik 2. at rejse et helt nyt slot med Krogen som grundlag. Dette skete i perioden 1570-1590, og samtidig skiftede borgen navn til Kronborg. Der var en ikke uanselig bødestraf til dem, der af gammel vane kom til at kalde det nye slot for Krogen.